# Răzvan Petrovici
Răzvan Petrovici (n. 3 iulie 1967, București) este un om de afaceri român. A activat în special în domeniul retail, dar și în domenii conexe. În prezent, s-a retras din toate firmele și este corporate advisor pentru mai multe companii de pe piața românească și internațională.

## Educatie
A absolvit liceul „Mihai Viteazul”, secția de matematică – fizică. Ulterior a urmat cursurile Institutului Politehnic București, fiind licențiat al Facultății de Chimie Industrială.

## Activitate
Începând cu anul 1985 a fost director de unitate la CENTROCOOP. După Revoluția din 1989, a intrat în afaceri, fiind până în prezent fondator, acționar sau administrator la mai multe firme, în domeniul retail, duty-free, francize etc. Cel mai cunoscut proiect fondat de Răzvan Petrovici este lanțul de magazine Univers'All.
Răzvan Petrovici este invitat la diverse emisiuni cu profil economic, în calitate de consultant financiar .
Răzvan Petrovici a participat la mai multe emisiuni tv cu profil socio-economic, în calitate de consultant economic. Opiniile și analizele prezentate vin, în principal, în sprijinul mediului de afaceri autohton și propun mai multe direcții strategice de dezvoltare a economiei românești.
•	Răzvan Petrovici consideră că autoritățile române nu au sprijinit mediul de afaceri local în ultimii 22 de ani, această atitudine a statului fiind una dintre principalele cauze pentru slăbirea comunității de afaceri din România:
„Principala problemă pe care România o are în mediul de afaceri (nu de acum, ci de acum 22 de ani) este că mediul de afaceri autohton a fost, dacă nu faultat, cel puțin neajutat sau nesprijinit. Nu avem o comunitate locală de afaceri puternică, nu știu unde își are originile, probabil că și în incapacitatea noastră, a oamenilor de afaceri români de a administra corect, deseori ni se impută treaba asta și nu gratuit.”.
•	Consultantul economic susține că una dintre principalele probleme ale României este reprezentată de schimbările dese din aparatul administrativ, odată cu fiecare ciclu electoral. Acest lucru provoacă, dincolo de apariția unor tabere politice, instaurarea unor tabere administrative care își pun amprenta și asupra mediului de afaceri.
„Noi nu am reușit să separăm instabilitatea politică de administrație. Ar trebui ca eșalonul administrativ al administrației de stat să rămână constant, să nu fie schimbat. Atunci lucrurile nu ar fi fost atât de îngrijorătoare. Din nefericire, noi avem nu numai tabere politice, dar și tabere administrative. Ceea ce este un motiv real de îngrijorare.”.
•	Răzvan Petrovici susține dezvoltarea sectorului IMM-urilor, dezvoltarea agriculturii, dar și realizarea unui plan național de dezvoltare, care, în opinia consultantului, a lipsit cu desăvârșire în ultimii 22 de ani:
"Trebuie făcut mult mai mult și principalul efort trebuie să fie concentrat asupra IMM-urilor. Asta se poate face doar când avem un plan național strategic de dezvoltare, chestiune care încă ne lipsește.".
“Sectorul agricol, în special cel de legume și fructe, ar putea însemna una dintre soluțiile pentru revirimentul economiei românești. Nu atât domeniul grânelor, cât sectorul legumelor și fructelor nu este utilizat suficient și nu există direcții de acțiune în acest sens.”.

## Univers'All
Univers’All a fost primul mare lanț de retail cu acționariat autohton ce a activat pe piața din România, fondat in 2002. În 2005, rețeaua număra 5 supermarketuri și 4 magazine de proximitate, având o cifră de afaceri de 21 milioane euro. În 2006, Univers'All avea o rețea de 14 magazine în București, Sibiu, Iași, Constanța, Suceava și Târgu-Mureș. Univers’All a intrat în procedură de insolvență în anul 2007..